# Verkehrspsychologie
Verkehrspsychologie oder auch Psychologie des Verkehrswesens ist ein Gebiet der Psychologie bzw. der Verkehrswissenschaften mit einer langen wissenschaftlichen Tradition. Einige der ersten empirischen Studien der Psychologie befassten sich mit verkehrsbezogenen Fragestellungen, vor allem mit der auch als Mobilitätskompetenz bezeichneten Eignung zum Führen von Kraftfahrzeugen.
Im deutschsprachigen Raum liegt der Schwerpunkt verkehrspsychologischer Praxis seitdem in der verkehrspsychologischen Diagnostik und in der Beratung, Rehabilitation und Nachschulung auffälliger Kraftfahrer. In diesem Bereich hat sich in Deutschland mit den neuen Straßenverkehrsgesetzen seit 1999 eine Ausweitung der beruflichen Tätigkeitsfelder ergeben.
Verkehrspsychologen sind sowohl mit der Diagnostik (Medizinisch-Psychologische Untersuchung – MPU) als auch mit der Verbesserung („Nachschulung, Verkehrsrehabilitation, Driver Improvement“) der Fahreignung beschäftigt. Als kleinere, aber beständig wachsende Felder sind die ergonomische Verkehrspsychologie sowie die Mobilitätspsychologie hervorzuheben. Verkehrspädagogische Fragestellungen und Probleme  werden im Wesentlichen von dafür ausgebildeten Verkehrspädagogen bearbeitet. Obwohl sich Verkehr auch in der Luft, auf Wasserwegen und Schienen abspielt, überwiegt die Betrachtung des motorisierten Individualverkehrs, also des Straßenverkehrs und des Autofahrens. Daher können psychologische Fragestellungen, etwa zum Verhalten von Fußgängern und Radfahrern, als eher randständige Themen bezeichnet werden.

## Geschichte der Verkehrspsychologie
Die Wurzeln der Verkehrspsychologie liegen in Deutschland. Zu Beginn des letzten Jahrhunderts beschäftigten sich Verkehrspsychologen im Gefolge der zunehmenden Motorisierung mit der Auswahl von Straßenbahnfahrern und Lokomotivführern, ab 1915 auch systematisch mit anderen Fahrzeugführern (vgl. Hugo Münsterberg).
Nach dem Zweiten Weltkrieg lag der Schwerpunkt zunächst in der Begutachtung von kriegsversehrten Kraftfahrern im Sinne einer Überprüfung von Leistungseinschränkungen und Kompensationsmöglichkeiten.
Zu Beginn der 1950er Jahre wurden die ersten 'Medizinisch-Psychologischen Institute' gegründet. In den Folgejahren verlagerte sich der Schwerpunkt mit beginnender Massenmotorisierung auf die Überprüfung von verhaltensbedingten und „charakterlichen“ Eignungszweifeln, etwa aufgrund von Verkehrsverstößen mit und ohne Alkohol.
Seit Mitte der 1970er Jahre etablierte sich als zusätzliches Arbeitsfeld die Nachschulung und Rehabilitation von Kraftfahrern, die im Straßenverkehr mit Alkohol auffällig wurden. Diese evaluierten Gruppenprogramme wurden mit Beginn der 1990er Jahre sukzessive erweitert und schließlich durch die 'verkehrspsychologische Therapie' ergänzt, die mit eher psychotherapeutischen Mitteln vor allem in Einzelgesprächen mit verkehrsauffälligen Kraftfahrern (z. T. auch Piloten) arbeitet.
Die Begutachtung der Fahreignung wie auch die gruppenbezogenen Maßnahmen zur Wiederherstellung der Fahreignung unterliegen seit dem Jahr 2000 einer regelmäßigen Überprüfung durch die Bundesanstalt für Straßenwesen.

## Gebiete der Verkehrspsychologie
Verkehrspsychologie kann als Querschnittsdisziplin der Allgemeinen und Angewandten Psychologie mit starkem Bezug zu Arbeits- und Ingenieurpsychologie verstanden werden. Ihr Erkenntnisinteresse ist grundlagen-, anwendungs- und damit auch praxisbezogen. Im Mittelpunkt steht das Erleben und Verhalten von Menschen in Verkehrs- und Transportsystemen und den ihnen zugrundeliegenden psychischen Prozessen. Es handelt sich um ein innovatives Forschungsfeld mit z. T. eigener Methodik und theoretischen Ansätzen. Sie ist seit Anbeginn stark interdisziplinär ausgerichtet und kooperiert mit Ingenieuren, Informatikern, Medizinern, Wirtschaftswissenschaftlern, Juristen, Verwaltung.
Folgende Gebiete der Verkehrspsychologie lassen sich im Überblick unterscheiden (vgl. Schlag, 1999).

### Verkehrspsychologische Diagnostik
Die Mehrzahl der Verkehrspsychologen befasst sich mit dem Verkehrsteilnehmer und der Beurteilung seiner Fahreignung: In Deutschland müssen sich jährlich knapp 100.000 Kraftfahrer einer medizinisch-psychologischen Begutachtung unterziehen, weil von Seiten der Verkehrsbehörden Bedenken gegen ihre Eignung zum Führen von Kraftfahrzeugen bestehen. Dies betrifft angehende und junge Kraftfahrer ebenso wie erfahrene und ältere Autofahrer, die wegen der besonderen Art oder einer Häufung von Verstößen gegen die Straßenverkehrsordnung auffällig werden. Die Begutachtung soll die Frage beantworten, ob die Betroffenen in Zukunft bereit und in der Lage sind, sich an Gesetze und Vorschriften im Straßenverkehr zu halten (negative Auslese, z. B. Verkehrsdelikte, Alkohol-, Drogen- und Medikamentenmissbrauch, körperliche Defekte, Versagen bei der Führerscheinprüfung). Diese Gutachten auf Grundlage einer medizinisch-psychologischen Untersuchung (MPU) werden von den amtlich anerkannten Begutachtungsstellen für Fahreignung erstellt. Eine positive Auslese wird z. B. bei der Auswahl von Berufsfahrern oder bei vorzeitiger Führerscheinerteilung getroffen. Dabei arbeitet der Verkehrspsychologe in einem Spannungsfeld: Er muss das gesamtgesellschaftliche Ziel zuverlässiger Verkehrssicherheit mit den individuellen Interessen nach uneingeschränkter Mobilität in Einklang bringen, da der Verlust der Fahrerlaubnis oft zu erheblichen Konsequenzen für Existenz und Lebensqualität führt.
Die sogenannten Begutachtungsleitlinien zur Kraftfahreignung (Schubert u. a., 2005) unterstützen das Handeln aller Stellen, die mit der Prüfung und Feststellung von Eignungsmängeln nach dem Fahrerlaubnisrecht befasst sind. Die aktuelle Auflage beschreibt 18 verschiedene Untersuchungsanlässe (u. a. organische und organisch-psychische Auffälligkeiten, Fahrgastbeförderung) und bietet anlassbezogene Kriterien für die Beurteilung. Diese sind in einem gesonderten Werk „Beurteilungskriterien: Urteilsbildung in der Fahreignungsdiagnostik“ (aktuell in 3. Auflage, DGVP/DGVM, 2013) spezifiziert und werden von einer „Ständigen Arbeitsgruppe DGVP und DGVM (s.u.) zur Weiterentwicklung der Beurteilungskriterien“ bearbeitet. Für den Betroffenen ist damit Transparenz gegeben, für die Akteure aus Verkehrspsychologie, Medizin, Justiz und Verwaltung stellen Leitlinien und Beurteilungskriterien die verbindliche Basis dar, die einheitliche Entscheidungen ermöglicht.

### Verkehrspsychologische Beratung und Intervention
Verkehrssicherheit ist nicht allein durch Sanktionen zu erreichen. Zahlreiche Maßnahmen zielen deshalb auf eine Änderung der Einstellung (Driver Improvement). Sie richten sich an unterschiedliche Zielgruppen (Jugendliche, Fahranfänger, ältere Verkehrsteilnehmer) und thematisieren unterschiedliche Auffälligkeiten: Alkohol, Drogen oder Straffälligkeit z. B. durch Aggressionsdelikte. Die „Kurse mit Rechtsfolge“, auch § 70-Kurse genannt, werden solchen alkoholauffälligen Kraftfahrern angeboten, deren Mängel sich nach Einschätzung der Gutachter durch die Kursteilnahme beheben lassen. Danach wird die Fahrerlaubnis ohne erneute Begutachtung erteilt. Wer freiwillig an der verkehrspsychologischen Beratung teilnimmt, kann u. U. sein Punktekonto reduzieren. Rolle und Aufgabe des verkehrspsychologischen Beraters sind gesetzlich festgelegt. Pädagogisch ausgerichtete Maßnahmen problematisieren riskante Einstellungen und Verhaltensweisen. Sie sollen die Entwicklung neuer, angepasster Verhaltensweisen fördern und deren Integration in das Alltagshandeln unterstützen. Evaluationsstudien belegen die positive Wirkung dieser Maßnahmen.
Personen mit tief greifenden Eignungsmängeln (Alkohol, Verkehrsverstöße, Straffälligkeit) benötigen therapeutische, rehabilitativ ausgerichtete Maßnahmen. Dafür hat sich der Begriff der Verkehrstherapie durchgesetzt, in der die individuelle Problematik bearbeitet wird und alternative Einstellungs- und Bewältigungsmuster entwickelt werden. Die Rehabilitationsprogramme stützen sich zumeist auf kognitiv-verhaltenstherapeutische, aber auch auf individualpsychologische oder systemische Konzepte. Auch für diese Programme liegen Evaluationsuntersuchungen vor, die ihren Nutzen bestätigen. Dieses Arbeitsgebiet, das man auch als Klinische Verkehrspsychologie bezeichnen könnte, hat in den letzten Jahren stark an Bedeutung gewonnen.

### Unfall- und Sicherheitsforschung
Unfallforschung und Verbesserung der Verkehrssicherheit für verschiedene (Altersgruppen, Arten der Verkehrsbeteiligung), gleichzeitig mit Bezug zur Verkehrswege- und Fahrzeuggestaltung; Wahrnehmung, Kognition und Aufmerksamkeit beim Fahren, Risikobereitschaft und Fahrmotive, Interaktionen und Sozialpsychologie des Fahrens.

### Ausbildung und Aufklärung
Verhaltensbeeinflussung durch rechtliche (enforcement), pädagogische (education), fahrzeug- und straßenseitige (engineering) Maßnahmen; schulische und außerschulische Verkehrserziehung, Fahrausbildung, Fahrlehrerausbildung, Verkehrsaufklärung, Kampagnengestaltung und Marketing (encouragement).

### Forschung und Beratung
Fragen der räumlichen Mobilität und der Verkehrsplanung;
Verkehrspolitik: Mobilitätsmanagement, Verkehrsmittelwahl, psychologische Aspekte der Gestaltung der Verkehrswege und der Verkehrsumwelt, Angebotsqualität und Qualitätsmanagement.

### Fahrzeug- und Verkehrsraumgestaltung
Fragen der Ergonomie, aber auch des Umgangs mit fahrzeugseitigen Angeboten (beispielsweise Risikokompensation), Analyse wesentlicher Fahraufgaben und der Voraussetzungen, die Kraftfahrer zu ihrer Bewältigung benötigen, Gestaltung und Design von Fahrzeugen (Fahrerassistenzsysteme), Akzeptanz technischer und organisatorischer Innovationen (zum Beispiel Road pricing, Maut). In der Verkehrsraumgestaltung (z. B. Verkehrsablauf, Bebauung, Signalisierung) geht es im Wesentlichen darum, verhaltens- und erlebensbezogene Entwurfskriterien für eine erwartungskongruente Straßenraumgestaltung zu entwickeln.

### Bahn-, Flug- und Schifffahrtswesen
Obwohl es sich hier um Arbeitsfelder mit einer langen Tradition handelt, kann man sie – zumindest im deutschsprachigen Raum – als eher von der „normalen“ Verkehrspsychologie abgetrennte Bereiche auffassen. Vorherrschend sind Themen wie Personalauswahl, Mensch-Maschine-Interaktion, arbeitsorganisatorische und soziale Beziehungen am Arbeitsplatz, Aus- und Fortbildung, Durchführung von Unfallanalysen sowie Krisenintervention.

### Verkehrspsychologie studieren
Als eigenständige Disziplin ist die Verkehrspsychologie auf Hochschulebene kaum vertreten. Es existiert aber eine Reihe von Möglichkeiten, enger mit verkehrspsychologischen Inhalten vertraut zu werden oder sogar eine Qualifikation in Verkehrspsychologie zu erhalten:
- Am Lehrstuhl für Verkehrspsychologie der TU Dresden (derzeitiger Inhaber Tibor Petzoldt[1]) werden im Rahmen des Psychologiestudiums schwerpunktmäßig verkehrspsychologische Themen angeboten. Dies sind in erster Linie ergonomische Verkehrspsychologie, Verkehrssicherheit, Mobilitätspsychologie, Lichttechnik.
- Am Lehrstuhl für Allgemeine und Arbeitspsychologie der TU Chemnitz, am Lehrstuhl für Ingenieur- und Verkehrspsychologie der TU Braunschweig sind verkehrspsychologische Inhalte insbesondere aus dem Bereich der ergonomischen Verkehrspsychologie integraler Ausbildungsbestandteil. Alle genannten Lehrstühle betreiben ausgedehnte verkehrspsychologische Forschung in interdisziplinärer Zusammenarbeit vornehmlich mit Ingenieuren und Informatikern.

Seit 2013 existieren zwei neue (entweder Vollzeit oder berufsbegleitend) Studiengänge, die explizit einen Abschluss mit der Berufsbezeichnung Verkehrspsychologe vorsehen:
- An der Universität Bonn ein „Master Verkehrspsychologie“. Zugangsvoraussetzung ist ein BSc in Psychologie, der Master-Studiengang ist auf drei Jahre ausgelegt und konzentriert sich auf die klassischen Berufsbilder verkehrspsychologischer Begutachtung und Rehabilitation.
- An der Psychologischen Hochschule Berlin (PHB)[2] ein Masterstudiengang „Psychologie des Verkehrswesens“. Dieser Begriff bringt ein modernes und integrierendes Verständnis aller Facetten der Verkehrspsychologie zum Ausdruck: Gestaltung des Transport- und Verkehrswesens; Mobilitäts- und Sicherheitsmanagement; verkehrspsychologische Begutachtung und Rehabilitation. Zugangsvoraussetzung ist ein Diplom/Master in Psychologie; die Ausbildung dauert zwei Jahre.

### Fachpsychologe für Verkehrspsychologie BDP
Die Zertifizierung bescheinigt profunde theoretische Kenntnisse auf dem neuesten Stand sowie vertiefte, reflektierte und überprüfte Berufserfahrungen, eine besondere Problemlösungskompetenz und die Fähigkeit zu selbständigem und verantwortungsvollem Handeln gegenüber Individuen und Organisationen in verkehrspsychologischen Arbeitsfeldern.

### Bücher
- P. E. Barjonet (Hrsg.): Traffic psychology today. Kluwer Academic Publishers, Boston/ London 2001.
- Ch. Chaloupka-Risser, R. Risser, W.-D Zuzan: Verkehrspsychologie, Grundlagen und Anwendungen. facultas, Wien 2011.
- DGVP/DGVM (Hrsg.): Beurteilungskriterien. Kirschbaum Verlag, Bonn 2013.
- W. Fastenmeier, H. Gstalter: Driving task analysis as a tool in traffic safety research and practice. In: Safety Science. 45, 2007, S. 952–979.
- W. Fastenmeier, I. Pfafferott, R. Risser, W. Schneider: Ergonomische Ansätze der Verkehrspsychologie. In: Straßenverkehrstechnik. 51/11, 2007, S. 573–577.
- D. Klebelsberg: Verkehrspsychologie. Springer, Berlin 1982.
- H.-P. Krüger (Hrsg.): Anwendungsfelder der Verkehrspsychologie. In: Enzyklopädie der Psychologie: Verkehrspsychologie. Band 2, Hogrefe, Göttingen 2009.
- R. W. Novaco: Psychology of Transportation. In: International Encyclopedia of the Social & Behavioral Sciences. 2001, S. 15878–15882.
- B. E. Porter (Hrsg.): Handbook of Traffic Psychology. Elsevier, London 2011.
- J. Raithel, A. Widmer: Deviantes Verkehrsverhalten. Grundlagen, Diagnose und Therapie. Hogrefe, Göttingen 2012.
- T. Rothengatter, D. Huguenin (Hrsg.): Traffic and Transport Psychology. Theory and Application. In: Proceedings of the ICTTP 2000. Elsevier, Oxford 2004.
- B. Schlag (Hrsg.): Leistungsfähigkeit und Mobilität im Alter. (= Schriftenreihe Mobilität und Alter der Eugen-Otto Butz-Stiftung. Band 03). TÜV-Media Verlag, Köln 2008.
- W. Schubert u. a. (Hrsg.): Begutachtungsleitlinien zur Kraftfahrereignung. Kommentar. Kirschbaum Verlag, Bonn 2005.
- D. Shinar: Traffic safety and human behavior. Emerald, Bingley 2008.
- G. Underwood (Hrsg.): Traffic and Transport Psychology. Theory and Application. In: Proceedings of the ICTTP 2004. Elsevier, Oxford 2005.
- M. Vollrath, J. Krems: Verkehrspsychologie. Ein Lehrbuch für Psychologen, Ingenieure und Informatiker. Kohlhammer, Stuttgart 2011.
- G. J. S. Wilde: Target risk: dealing with the danger of death, disease and damage in everyday decisions. PDE Publ., Toronto 1994, ISBN 0-9699124-0-4.

### Zeitschriften
- Transportation Research Part F: Traffic Psychology and Behaviour
- Accident Analysis and Prevention
- Transportation
- Zeitschrift für Verkehrssicherheit
- Safety Science
- Journal of Safety Research

## Berufsständische und Wissenschaftliche Vertretung
- BDP – Sektion Verkehrspsychologie
- Deutsche Gesellschaft für Verkehrspsychologie (DGVP)
- Deutsche Gesellschaft für Psychologie, Fachgruppe Verkehrspsychologie (DGPs)
- Bundesverband Niedergelassener Verkehrspsychologen (BNV)

## Kongresse
Es existieren verschiedene nationale und internationale Kongressreihen, die in unterschiedlichem Turnus ausgerichtet werden.
- Gemeinsames Symposium der DGVP/DGVM; aktueller Kongress am 5./6. September 2014 in München
- Fit to Drive – International Traffic Expert Congress; aktueller Kongress am 8./9. Mai 2014 in Warschau
- International Conference on Traffic and Transport Psychology (ICTTP); aktueller Kongress am 9./10. Oktober 2016 in Osaka
- International Cooperation on Theories and Concepts in Traffic Safety (ICTCT); aktueller Kongress am 16./17. Oktober 2014 in Karlsruhe
- Tagung experimentell arbeitender Psychologen
- Bundesanstalt für Straßenwesen (BASt): Ageing and Safe Mobility, European interdisciplinary conference am 27./28. November 2014 in Bergisch Gladbach